# Mikhaïl Koliouchev
Mikhail Ivanovitch Koliouchev (en russe : Михаил Иванович Колюшев), né le 28 avril 1943 à Douchanbé (RSSF du Tadjikistan, URSS) et mort le 9 juin 2024, est un coureur cycliste soviétique sur piste.
Par deux fois, il est champion du monde de poursuite par équipes avec les couleurs de l'URSS. Sociétaire du club Dynamo de Tachkent (RSSF d'Ouzbékistan), d'un solide gabarit (1,84 m pour 82 kg), il participe aux Jeux olympiques de Mexico en 1968.

## Palmarès
- 1965
  -  Champion du monde de poursuite par équipes amateurs avec l'équipe d'URSS (avec Stanislav Moskvine, Sergeï Teretschenkov et Leonid Vukolov)
- 1966
  -  3e du championnat du monde de poursuite par équipes amateurs (avec Stanislav Moskvine, Viktor Bykov et Leonid Vukolov)
- 1967
  -  Champion du monde de poursuite par équipes amateurs avec l'équipe d'URSS (avec Stanislav Moskvine, Viktor Bykov et Dzintars Lācis)
- 1968
  - 4e de la poursuite par équipes aux Jeux olympiques de Mexico (avec Stanislav Moskvine, Dzintars Lācis, Viktor Bykov et Vladimir Kuznetzov)